# Ensino público

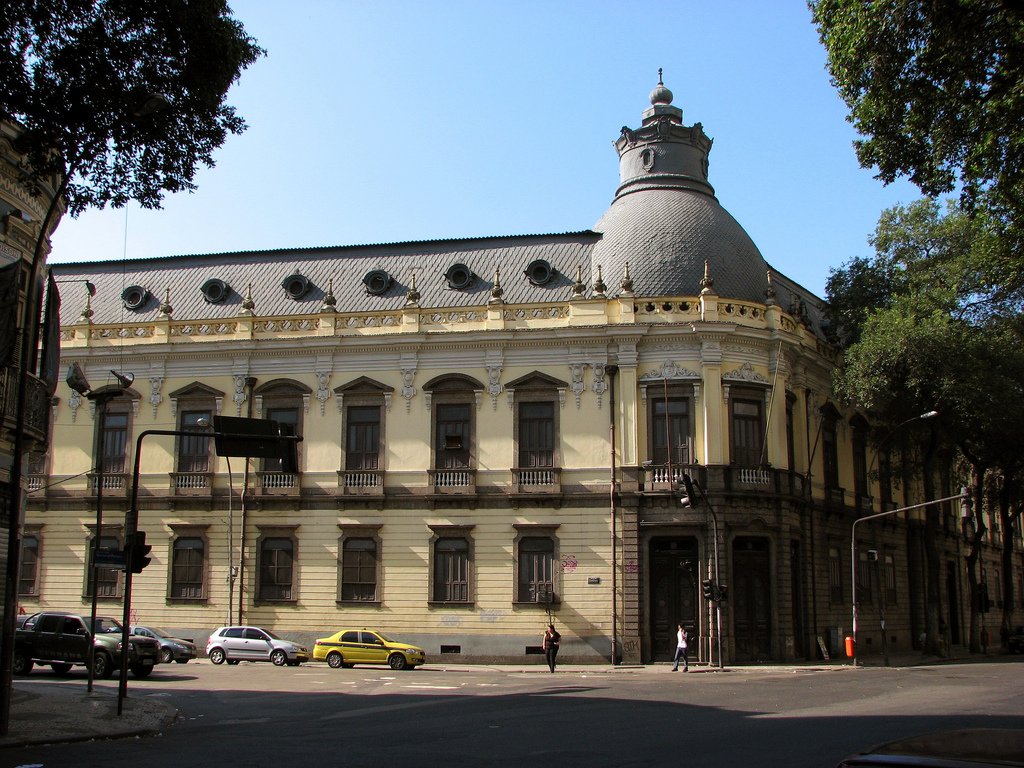
Colégio Pedro II, no Rio de Janeiro.

Ensino público (ou educação pública) é aquele oferecido a todos os indivíduos  pelo Estado,  por meio de impostos. Os sistemas de educação pública são diversos, variando conforme o país que o oferece, mas cobrem, usualmente, os períodos de educação básica e média e, em muitos casos, também o ensino superior. Uma tendência mundial crescente é a de inclusão da pré-escola e de  creches entre os serviços públicos oferecidos pelo Estado.

## No Brasil
No Brasil, o ensino público para escolas de ensino fundamental é conhecido por ter qualidade inferior em relação ao ensino privado, embora colégios militares constituam exceções, pois, normalmente, estão entre os melhores colégios do país. Para o ensino médio, contudo, o ensino público consegue obter escolas de melhor qualidade, como, por exemplo, escolas de nível federal, escolas técnicas estaduais (ETEs) e os colégios de aplicação das universidades públicas. Além da questão de qualidade, as escolas públicas brasileiras também apresentam, como entraves, a violência, a baixa remuneração dos docentes, a falta de infraestrutura e as constantes greves.